# Prager Zeitung
Prager Zeitung (español: El Periódico Praguense) es un periódico de circulación semanal en idioma alemán de la ciudad de Praga, capital de la República Checa.

## Historia y perfil
El semanario fue fundado el 5 de diciembre de 1991. En su línea editorial se define como heredero del Prager Tagblatt, un periódico en lengua alemana de tendencia democrático-liberal, considerado uno de los más influyentes de Bohemia y Moravia, que circuló desde 1876 hasta la ocupación alemana de Checoslovaquia, cuando fue cerrado por los nazis en 1939.
Proporciona noticias principalmente del ámbito político, con especial énfasis en las relaciones de Chequia con otros países y colonias de habla alemana repartidas en el mundo. Dentro de sus destacados antiguos editores se cuentan a Egon Erwin Kisch y Max Brod.
Es el periódico de mayor circulación en lengua no checa de la República Checa. La publicación es también distribuida en Alemania, Austria y Suiza.